# 別廖夫
53°48′N 36°08′E / 53.800°N 36.133°E
別廖夫（俄语：Белёв）是俄羅斯圖拉州西南部的一個城市，位於奧卡河畔，距首府圖拉西南120公里。2002年人口33,169人。
1154年首見於文獻，1777年設市。